# Напредни клуб
Напредни клуб је национално, демократско и конзервативно политичко удружење грађана у Републици Србији, првобитно основано 1906. године, а обновљено 2007. године.
Председник клуба је историчар проф. др Чедомир Антић, редовни професор Филозофског факултета Универзитета у Београду.

## Историјат
Напредни клуб је основан 1906. године од стране истакнутих конзервативних интелектуалаца из редова Српске напредне странке и њеног гласила листа Видело. Међу њима су били председник Српске краљевске академије историчар и филолог Стојан Новаковић, правник и дипломата Павле Маринковић, историчар и академик Љубомир Ковачевић и професор Правног факултета Универзитета у Београду Живојин Перић.
На 101. годишњицу оснивања, обновљен је рад Напредног клуба. Поред професора Филозофског факултета Универзитета у Београду историчара др Чедомира Антића, који је тада изабран за председника, међу оснивачима клуба су били Јован Атанасијевић, Марио Брудар, Маринко Вучинић, Драгана Декић, Драгиша Живковић, мр Мирослав Маринковић, историчар др Предраг Ј. Марковић, историчар и професор Факултета политичких наука др Слободан Г. Марковић, Драган Миливојевић, др Иван Радојковић, новинар Зоран Ћирјаковић, мр Дејан Хинић, Срђан Смиљанић, Милан С. Милутиновић и Милан Динић.

## Извештај о политичким правима српског народа
Од 2009. године, Напредни клуб публикује "Извештај о политичким правима српског народа", који се на годишњем нивоу бави положајем и правима српског народа у Босни и Херцеговини, Републици Хрватској, Црној Гори, Републици Северној Македонији, Републици Албанији, Републици Словенији, Мађарској, Румунији и на територији АП Косово и Метохија.

## Чланови
- др Чедомир Антић, председник и оснивач
- Милан Динић, потпредседник и оснивач
- Милош Вулевић, потпредседник
- Дијана Хинић, потпредседница
- Игор Вуковић, генерални секретар